# Capitale (economia)
In economia, il capitale è costituito da beni che possono accrescere il proprio potere di svolgere un lavoro economicamente utile. Per esempio, una pietra o una freccia è il capitale per un cacciatore-raccoglitore che può usarlo come strumento di caccia; allo stesso modo, le strade sono il capitale per gli abitanti di una città. Il capitale si distingue dalla terra e da altre risorse non rinnovabili in quanto può essere incrementato dal lavoro umano, e non include alcuni beni durevoli come le case e le automobili personali che non vengono utilizzati nella produzione di beni e servizi vendibili.
In finanza e in ragioneria d'altro canto il capitale è la ricchezza finanziaria,che offre particolari bisogni come l'andare in un bagno pubblico o avere un'istruzione pubblica.Esso ha riferimento a quella utilizzata per avviare o sostenere un'impresa. Inizialmente, si assume che altri tipi di capitale (ad esempio il capitale fisico) possano essere acquistati con il denaro o il capitale finanziario, in modo che non vi sia bisogno di un'ulteriore analisi per quest'ultimo. Quindi, la parola "capitale" è l'abbreviazione che sta per "capitale reale" o "beni di capitale" o mezzi di produzione.

## Descrizione di capitale

### Il capitale nella teoria economica classica
Nell'economia marginalista, il capitale è uno dei tre fattori di produzione, mentre gli altri sono la terra e il lavoro. I beni che hanno le seguenti caratteristiche sono capitale:
- Possono essere usati nella produzione di altri beni (è questo che li rende un fattore di produzione).
- Sono fatti dall'uomo, a differenza della "terra", che si riferisce a risorse naturalmente disponibili come luoghi geografici o minerali.
- Non sono usati direttamente in processi produttivi, a differenza di materiali grezzi o semilavorati.

La terza parte della definizione non era sempre utilizzata dagli economisti classici. L'economista classico per eccellenza, David Ricardo, avrebbe usato la definizione precedente per il termine capitale fisso, includendo materie prime e prodotti intermedi come parte del suo capitale circolante netto.
Karl Marx aggiunge una distinzione che è spesso confusa con quella di Ricardo. Nella teoria Marxista, capitale variabile si riferisce all'investimento del capitalista nella forza lavoro, visto come unica fonte di plusvalore. È chiamato "variabile" dato che l'ammontare del valore che può produrre varia con l'ammontare di quanto consuma. D'altra parte, il capitale costante si riferisce agli investimenti in fattori di produzione "non-umani", come gli impianti e i macchinari, che secondo Marx contribuiscono solo con il loro valore di sostituzione ai beni prodotti tramite il loro impiego. È costante nell'ammontare del valore impiegato nell'investimento originale, e rimane costante anche la remunerazione ottenuta in forma di beni prodotti.
L'investimento o l'accumulazione di capitale nella teoria economica classica è l'atto di creare un capitale maggiore rispetto a quello originale. Per investire, i beni devono essere prodotti in modo da non essere immediatamente consumati, ma usati per produrre altri beni come mezzi di produzione. L'investimento è fortemente collegato al risparmio, sebbene essi non siano la stessa cosa. Come Keynes notava, il risparmio significa non spendere tutte le entrate in beni o servizi, mentre l'investimento si riferisce allo spendere su uno specifico tipo di beni, ad esempio beni capitali.
L'economista di scuola austriaca Eugen von Böhm-Bawerk sostenne che l'intensità di capitale veniva misurata dalla durata (roundaboutness) del processo produttivo.

### Ampliare la definizione di capitale
La teoria economica tradizionale generalmente considera il capitale come un oggetto fisico, come strumenti, edifici e veicoli che vengono utilizzati nel processo produttivo. Altri economisti hanno posto la loro attenzione su forme più ampie di capitale. Ad esempio, investimenti per l'aumento della conoscenza e l'educazione possono essere visti come il modo per costruire il capitale umano.
Alcune teorie utilizzano i termini capitale intellettuale o capitale della conoscenza, conducenti a discussioni e controversie sviscerate nei rispettivi articoli.
In generale, il capitale intellettuale è quello che produce nuovi "diritti di proprietà intellettuale", e che a sua volta è "qualsiasi cosa per la quale un soggetto possa vedere pagati dei diritti d'autore" Inoltre, ognuno può creare diritti di proprietà intellettuale semplicemente prendendo le idee di qualcun altro e poi brevettandole. Quindi il capitale intellettuale non ha bisogno di essere usato.
Classificazioni del capitale che sono state usate in varie teorie economiche includono:
- Capitale finanziario ossia ricchezza numeraria o facilmente trasformabile in numerario.[1][2]
- Capitale naturale che è inerente alle ecologie ed è protetto da comunità per supportare la vita, ad esempio un fiume che fornisce acqua ai terreni agricoli.
- Capitale infrastrutturale è un sistema di supporto creato dall'uomo per lo svolgimento e la facilitazione delle attività economiche. Di norma ci si riferisce al capitale infrastrutturale riguardo alla dotazione di strumenti di comunicazione (strade, ferrovie, sistemi di telecomunicazione, ecc.) che riduce agevolando lo scambio di merci e servizi oltre che agevolare le attività umane. Buona parte del capitale infrastrutturale si traduce in installazioni fisse (immobilizzazioni) ed è perciò fabbricato, il che spiega il vecchio termine capitale manifatturato, ma in parte nasce dall'interazione con il capitale naturale, per questo ha più senso descriverlo in termini dei suoi processi di apprezzamento/deprezzamento, piuttosto che dalle sue origini: gran parte del capitale naturale ricresce, il capitale infrastrutturale deve essere costruito e installato.
- Capitale umano, derivante dagli investimenti in qualifiche ed istruzione. La teoria dello sviluppo umano riconosce il capitale umano come componente di elementi della società chiari e distintivi, imitativi e creativi:
  - Capitale sociale è il valore di un rapporto di fiducia tra individui in un'economia.
  - Capitale individuale che è inerente alle persone, tutelate da società, e offre manodopera per credito o denaro. Concetti paralleli sono quelli di 'talento', 'ingegnosità', 'direzione', 'corpi allenati' o 'capacità innate', che non possono essere riprodotti in modo attendibile usando qualsiasi combinazione. Nell'analisi economica tradizionale il capitale individuale è chiamato più frequentemente lavoro.

Sebbene sia ancora possibile calcolare il concetto macro-economico di capitale umano come salario, è raro o poco abituale farlo quando si tratta del processo di pianificazione degli investimenti: per questo, esso viene suddiviso in modelli specifici, che sono distinti quando si considerano i mezzi della loro identificazione, del loro investimento, e del loro utilizzo. Il termine "capitale umano" può così creare più problemi che altro. In parte come risultato, si sono sviluppate diverse letterature per descrivere sia il capitale naturale sia il capitale sociale. Questi termini riflettono un vasto consenso sul fatto che sia il capitale naturale, sia quello sociale, funzionano in modo simile al tradizionale capitale infrastrutturale ed industriale, e che quindi è completamente appropriato riferirsi ad essi come a due diversi tipi di capitale. In particolare, essi possono essere usati direttamente nella produzione di beni, oppure possono non essere utilizzati immediatamente nei processi produttivi, o, infine, incrementati (se non creati) dagli sforzi dell'uomo.
Vi è anche una letteratura sul capitale intellettuale e sulla legge di proprietà intellettuale. Tuttavia, questa sempre più frequentemente distingue i mezzi di investimento di capitale, e la collezione di potenziali ricompense per strumenti come brevetti, copyright (capitale individuale o creativo), e marchi registrati (capitale sociale (sociologia)).

## Concetto di capitale nelle valutazioni d'azienda[3]

### Capitale economico
Con l’espressione capitale economico si indica "quella particolare configurazione del capitale di impresa, che si intende determinare quando si valuti il sistema aziendale nel suo complesso ai fini del trasferimento e nell'ottica del perito indipendente".
Inoltre, esso "non è fondo di valori diversi sebbene coordinati, ma un valore unico". Infatti, il capitale economico non coincide semplicemente con il valore assegnabile, in un determinato istante, ad una realtà aziendale: è altresì il risultato dell’attualizzazione delle grandezze generate dall’impresa, come redditi, flussi di cassa, dividendi in relazione alla metodologia valutativa adoperata, andando oltre la mera somma dei valori delle componenti patrimoniali considerate individualmente; ciò significa che esso comprende tutti i fattori capaci di produrre ricchezza in futuro. In altre parole, il capitale economico si identifica con il valore di un aggregato di elementi complementari di cui è impossibile una distinta stima poiché rappresentano un’unità. Precisamente, è l’azienda – nell’accezione di istituto destinato a perdurare – ad essere oggetto di valutazione: essa è rappresentata non solo da ciascun fattore che la compone, ma anche dai legami di funzionalità reciproca che uniscono i fattori stessi. Per tale motivo, il valore del capitale economico può discostarsi anche in modo considerevole dal valore del patrimonio netto iscritto in bilancio, che, riferendosi essenzialmente alla gestione passata, non futura, segue una logica differente dalla valutazione aziendale.
Poiché per il capitale economico si guarda al complesso di beni, si dice che la sua valutazione è sintetica.

### Capitale di funzionamento
Il capitale di funzionamento, definito nel caso di prosieguo della gestione con il medesimo assetto proprietario, coincide con la ricchezza disponibile in un certo momento per l’impresa nell’ottica dello sviluppo futuro della gestione; dunque, rappresenta un sistema di elementi attivi e passivi legati in modo sistematico.
Poiché per il capitale di funzionamento si guarda ai singoli beni e alle loro interrelazioni, si dice che la sua valutazione è analitico-sistematica.

### Capitale di liquidazione
Il capitale di liquidazione, illustrato sotto l’ipotesi di cessazione dell’attività aziendale, costituisce la somma dei valori attribuiti ai cespiti, atomisticamente considerati, del complesso aziendale, al netto delle obbligazioni a cui dare adempimento; in un simile contesto, le complementarità e interrelazioni tra i beni non sussistono più.
Poiché per il capitale di liquidazione si guarda meramente ai singoli beni, si dice che la sua valutazione è analitico-atomistica.

### Relazione tra capitale economico, di funzionamento e di liquidazione
Vale la seguente catena di disuguaglianze:

Infatti, un’azienda il cui capitale economico è inferiore a quello di funzionamento non crea, nell’ottica della produzione dei risultati futuri, un valore superiore rispetto a quello delle singole poste patrimoniali. Ciò sottintende una situazione non sostenibile da un punto di vista economico, poiché l’impresa conseguirà esclusivamente perdite dai processi produttivi futuri. Parimenti, un’azienda il cui capitale economico è inferiore rispetto a quello di liquidazione non ha motivazione economica di esistere. Difatti, se il valore derivante dalla cessione dei beni oggi supera quello dei risultati futuri, la soluzione più razionale consiste nella liquidazione immediata. In conclusione, il capitale economico rappresenta il limite cautelare per il capitale di funzionamento, mentre il capitale di liquidazione costituisce una soglia minima sotto la quale non può spingersi il prezzo di trasferimento.